# Vassdalsfjellet
Vassdalsfjellet er et bjerg i Balsfjord og Storfjord kommuner i Troms og Finnmark fylke i Norge. Det har en højde på 1.587 meter over havet og er det 18. højeste bjerg i fylket af bjerge med en primærfaktor på mindst 50 meter.